# Mirjana Marković
Pour les articles homonymes, voir Marković.
Mirjana Marković (en serbe cyrillique Мирјана Марковић), dite Mira Marković, née le 10 juillet 1942 à Požarevac (Serbie occupée) et morte le 14 avril 2019 à Sotchi (Russie), est une femme politique serbe.
Veuve de l'ancien président yougoslave Slobodan Milošević, elle a été à l'origine de la création de la Gauche yougoslave (JUL), une coalition regroupant 23 partis politiques.

## Biographie
Mirjana Marković est la fille de Moma Marković, un partisan communiste et de Vera Miletić, elle aussi militante communiste et résistante qui fut arrêtée en 1943 par la Gestapo, puis fusillée, ou selon d'autres sources exécutée pour trahison. Sa tante, Davorjanka Paunović, fut, pendant la guerre, la secrétaire de Josip Broz Tito[réf. nécessaire]. Après la Seconde Guerre mondiale, son père devint un membre important du Parti communiste.
Mirjana Marković étudia la sociologie à l'université de Belgrade et obtient un doctorat, tout en militant activement dans les mouvements communistes étudiants. En 1965, elle se maria avec Slobodan Milošević, rencontré durant ses études.
Pendant la période où Slobodan Milošević fut au pouvoir, Mirjana Marković, un peu en retrait, passait pour l'idéologue du régime[réf. nécessaire]. Elle fonde l'Alliance de la gauche yougoslave, formation néo-communiste qui devient rapidement l'un des plus grands partis de Serbie, dans l'espoir de contrecarrer les nationalismes exacerbés de certains adversaires du régime de son mari comme Draskovic et Karadzic. 
Depuis 2003, elle est l'objet d'un mandat d'arrêt des autorités serbes pour fraude, mandat d'arrêt relayé par Interpol. Elle est en exil en Russie. Les autorités russes refusent une quelconque arrestation ou extradition[réf. nécessaire].

### Famille
Mirjana Marković a eu de Slobodan Milošević deux enfants, un fils, Marko, et une fille, Marija. 
Elle a tenu à conserver son nom de jeune fille après son mariage.